# Marienwerder, Barnim
Marienwerder  là một đô thị ở the huyện Barnim trong Brandenburg in Đức. Đô thị này có diện tích 39,92 km², dân số thời điểm ngày 31 tháng 12 năm 2006 là 1768 người.